# Stuart Taylor
Stuart James Taylor (ur. 28 listopada 1980 w Romford) – angielski piłkarz występujący na pozycji bramkarza w angielskim klubie Southampton. Wychowanek Arsenalu, w swojej karierze grał także w takich zespołach jak Bristol Rovers, Crystal Palace, Peterborough United, Leicester City, Aston Villa, Cardiff City, Manchester City, Reading, Yeovil Town oraz Leeds United. Były młodzieżowy reprezentant Anglii.